# Alvin Ceccoli
Alvin Ceccoli (n. 5 august 1974, Sydney, Noul Wales de Sud, Australia) este un fotbalist australian.
Între 1998 și 2006, Ceccoli a jucat 6 de meciuri și a marcat 1 goluri pentru echipa națională a Australiei.

## Statistici
| Australia | Australia | Australia |
| An        | Meciuri   | Goluri    |
| --------- | --------- | --------- |
| 1998      | 4         | 1         |
| 2006      | 2         | 0         |
| Total     | 6         | 1         |